# Drapeau du Mecklembourg-Poméranie-Occidentale
Le drapeau du Mecklembourg-Poméranie-Occidentale est le drapeau utilisé par le land allemand du Mecklembourg-Poméranie-Occidentale. Il y a officiellement deux drapeaux du Mecklembourg-Poméranie-Occidentale: un drapeau civil (Landesflagge) et un drapeau d'Etat (Dienstflagge).
En 1990, lors de la constitution du land, cinq drapeaux sont proposés mais ils sont tous rejetés. Seule la proposition de Norbert Buske (de) est retenue, puis adoptée par le Parlement, bien qu'elle n'ait pas la préférence des vexillologues. Durant un court laps de temps en 1990, un drapeau non-officiel (le drapeau tricolore du Mecklembourg dégradé accompagné des armoiries du land) fut également utilisé.[réf. nécessaire]

## Vue d'ensemble

### Drapeau civil
Le drapeau civil du Mecklembourg-Poméranie-Occidentale est composé de cinq bandes horizontales (de haut en bas: bleu-blanc-jaune-blanc-rouge) aux proportions 4:3:1:3:4. Les couleurs utilisées sont celles du land, inscrites et définies dans l'article 1 de la Constitution. Le drapeau fut créé sur le modèle d'une réunion entre le drapeau du Mecklembourg et le drapeau de la Province de Poméranie, en usage jusqu'en 1945.
|                          |
| Mecklembourg (1167–1701) |

|                                   |
| Province de Poméranie (1815-1945) |

### Drapeau d'Etat
Le drapeau d'Etat correspond à une version du drapeau civil sur laquelle sont apposés une tête de taureau (côté hampe) et un griffon (côté battant), deux symboles provenant des armoiries du Mecklembourg-Poméranie-Occidentale. La bande jaune centrale est interrompue en son centre pour laisser place aux deux symboles. Les couleurs utilisées sont les mêmes que sur le drapeau civil, et sont définies selon le tableau suivant :
| Color                 | CMYK        | HKS | RAL      |
| --------------------- | ----------- | --- | -------- |
| Bleu (Ultramarinblau) | 100/70/0/0  | 43  | RAL 5002 |
| Jaune (Gelb)          | 0/0/100/0   | 3   | RAL 1021 |
| Rouge (Zinnoberrot)   | 0/100/100/0 | 13  | RAL 3020 |

Le drapeau d'Etat est également utilisé en tant que pavillon d'État et pavillon de beaupré par la police maritime.